# Асуль (стадион)
Стадион «Асуль» (исп. Estadio Azul) — футбольный стадион в Мексике, домашняя арена футбольного клуба «Крус Асуль» (с 1996 года). Располагается в столице страны Мехико. В разное время стадион был домашней ареной для следующих команд: «Америка» (1947—1955), «Некакса» (1950—1955), «Атланте» (1947—1955, 1983—1989, 1991—1996, 2000—2002). Также арена использовалась для проведения матчей по американскому футболу.
Во время проведения Кубка Мира, стадион не использовался так как имеет плохо продуманные транспортные развязки и парковку, а также является старинным сооружением. Особенность стадиона заключается в том, что он был построен в яме и находится ниже уровня улицы. Рядом находится Площадь Мексики и арена для корриды.

## Галерея

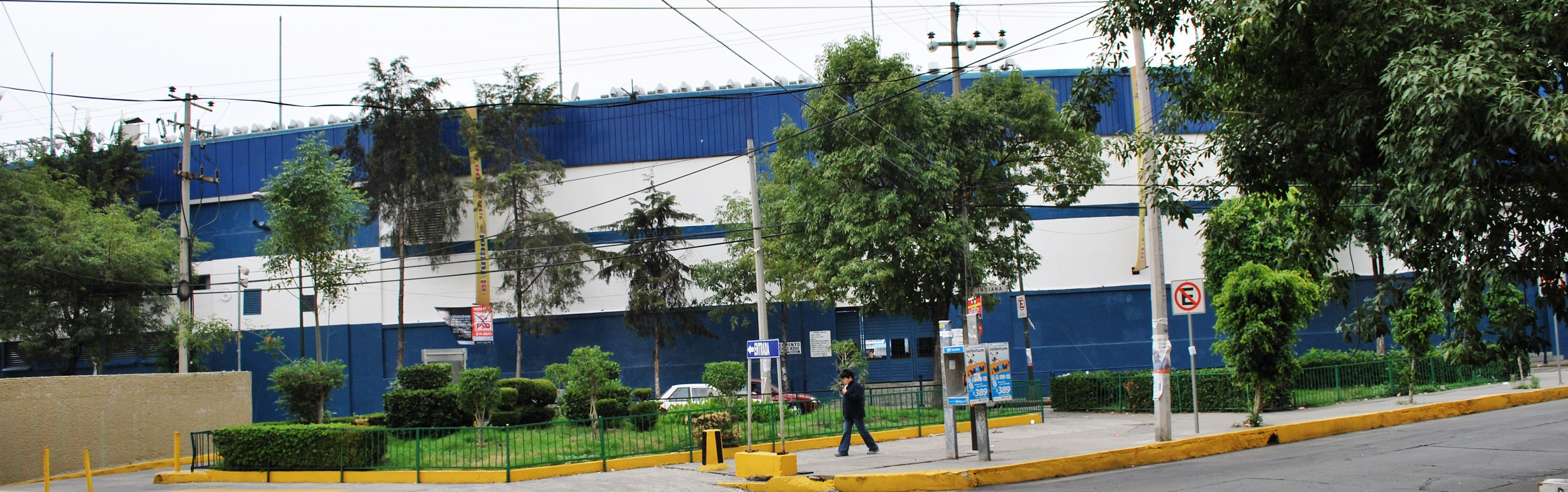
«Асуль» (вид с улицы)
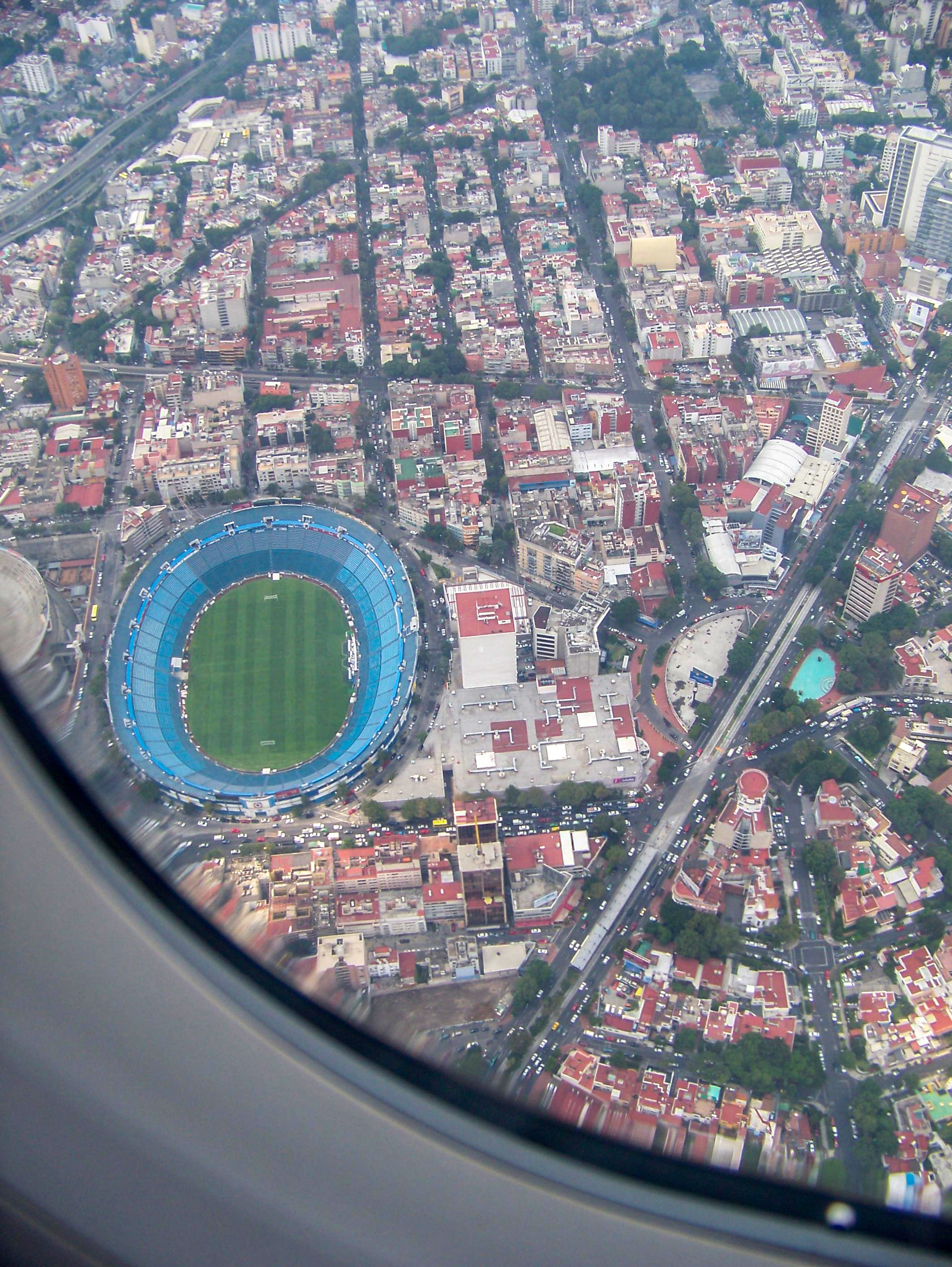
«Асуль» (вид сверху)
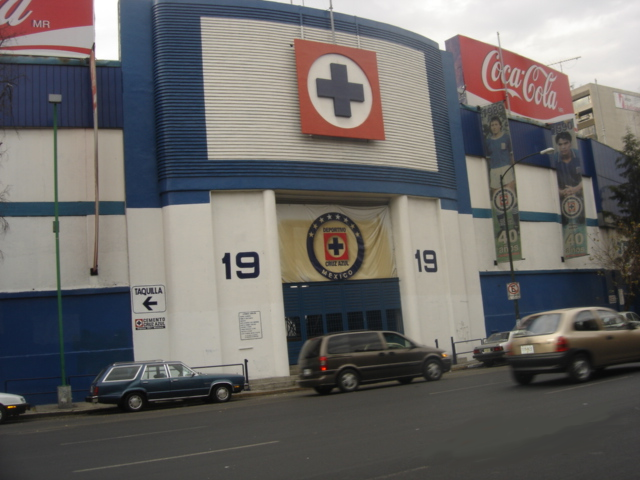
Центральный вход
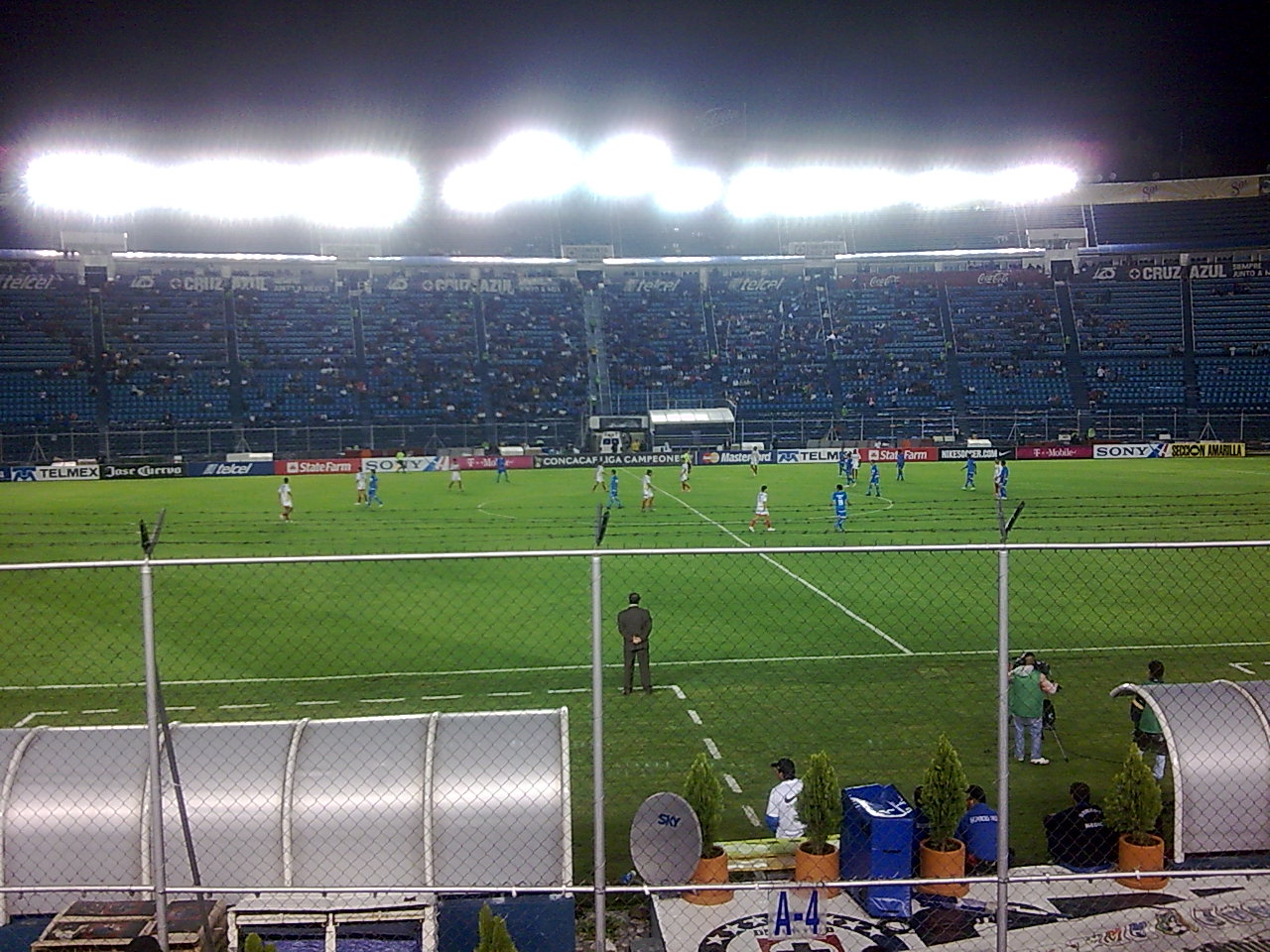
Стадион «Асуль»

## Технические характеристики стадиона
- Зал для пресс-конференций на 50 человек
- 2 раздевалки для футболистов
- 2 раздевалки для судей
- Размеры поля — 108 х 68 метров
- Вместимость — 35161 зрительских мест, из них
  - 92 мест — VIP-ложа